# Parc d'État d'Emerald Bay
Pour les articles homonymes, voir Emerald.

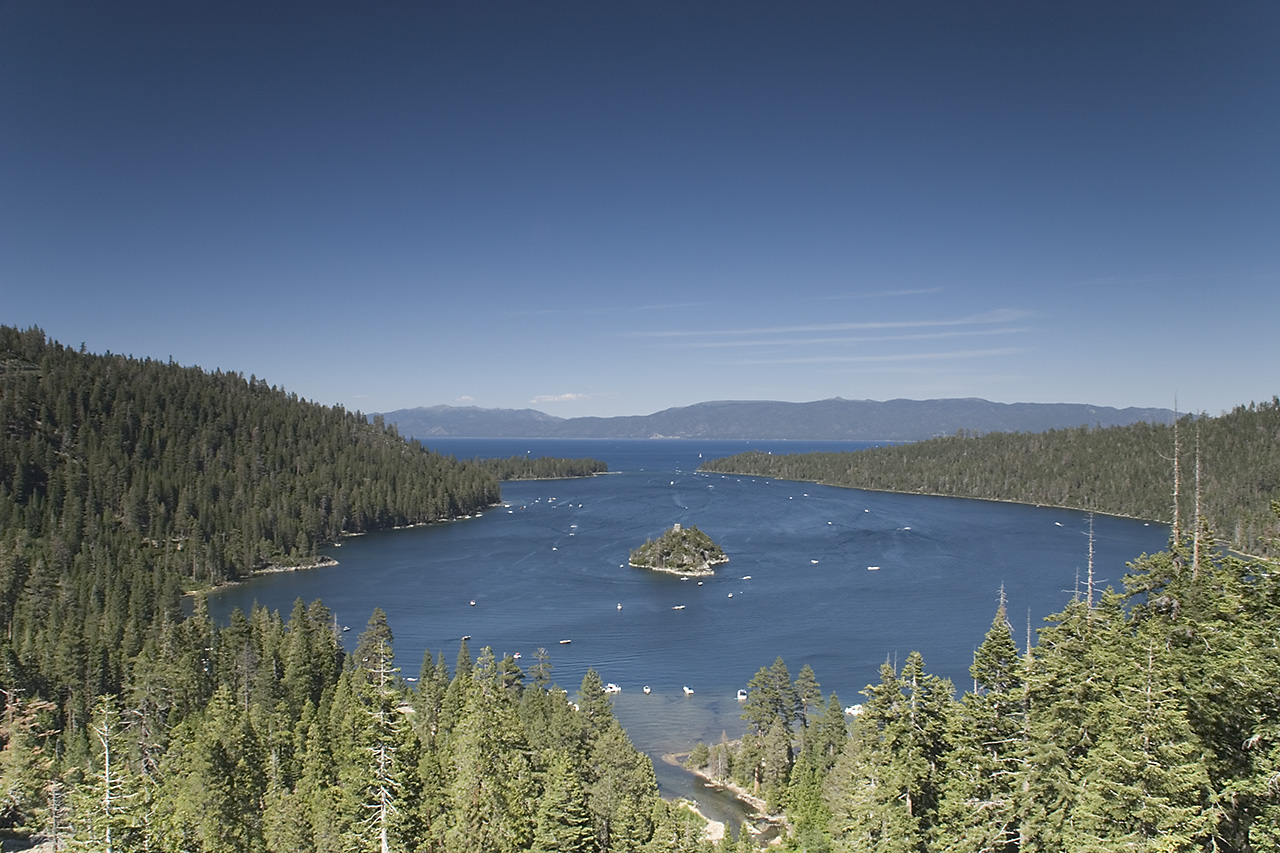
Emerald Bay, le lac Tahoe en arrière-plan.

Le Parc d'État d'Emerald Bay (en anglais : Emerald Bay State Park) est une réserve naturelle située dans l'État de Californie, à l’ouest des États-Unis. Il se trouve près du lac Tahoe, encadrant une baie profonde et presque fermée qui doit son nom à la couleur de ses eaux vertes. Il s'agit d'un des sites les plus célèbres du lac. Emerald Bay est devenu parc d'Etat en 1953 et National Natural Landmark en 1969.

## Vikingsholm et Fannette Island
Vikingsholm est un surprenant château de style scandinave, construit dans les années 1920 par une riche Américaine qui s'imaginait dans un fjord. Les 48 pièces du manoir abritent une collection d'objets traditionnels et d'antiquités.

Fannette Island est la seule île du lac Tahoe, et abrite une ancienne maison de thé, ayant appartenu à la propriétaire de Vikingsholm. 

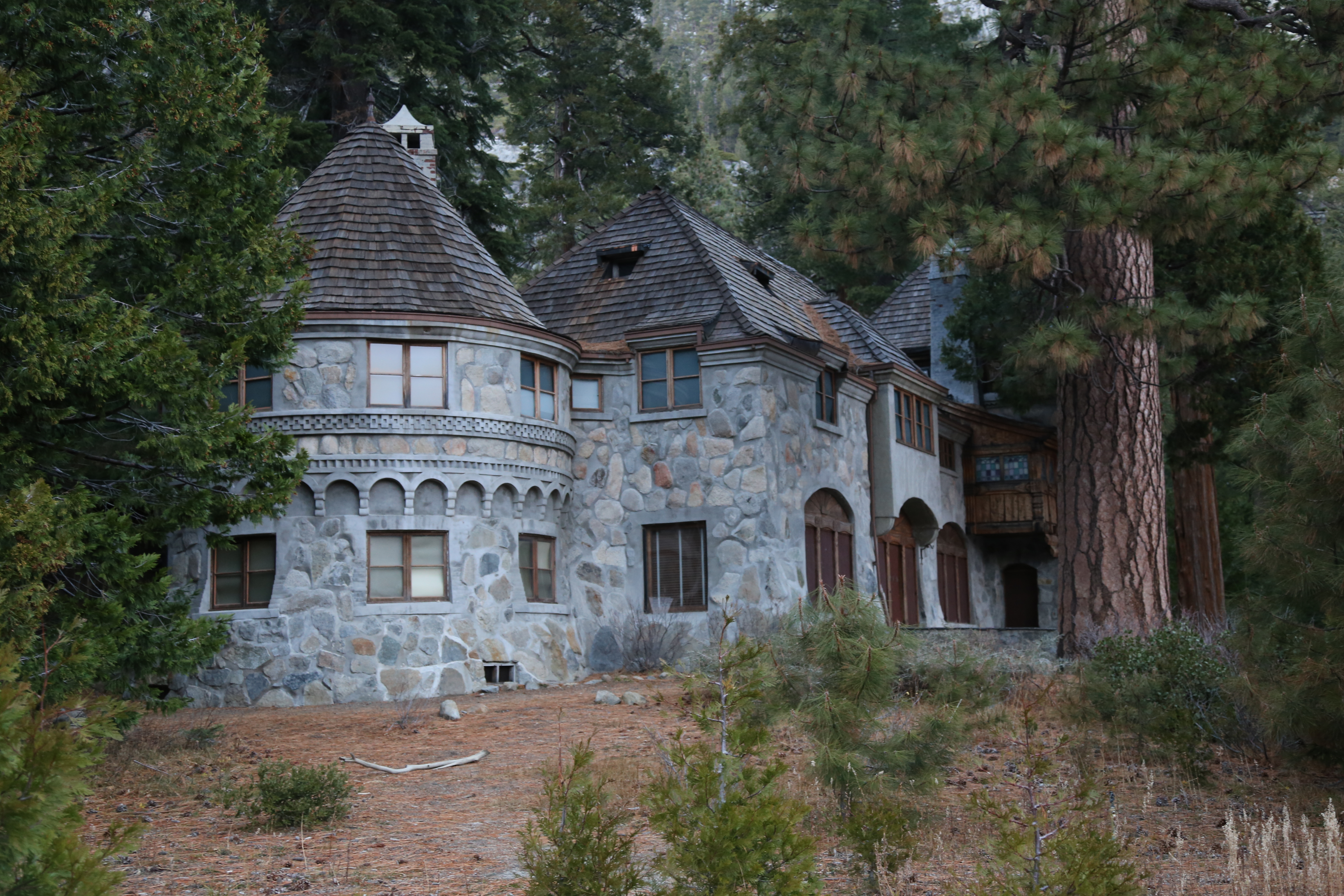
Manoir Vikingsholm
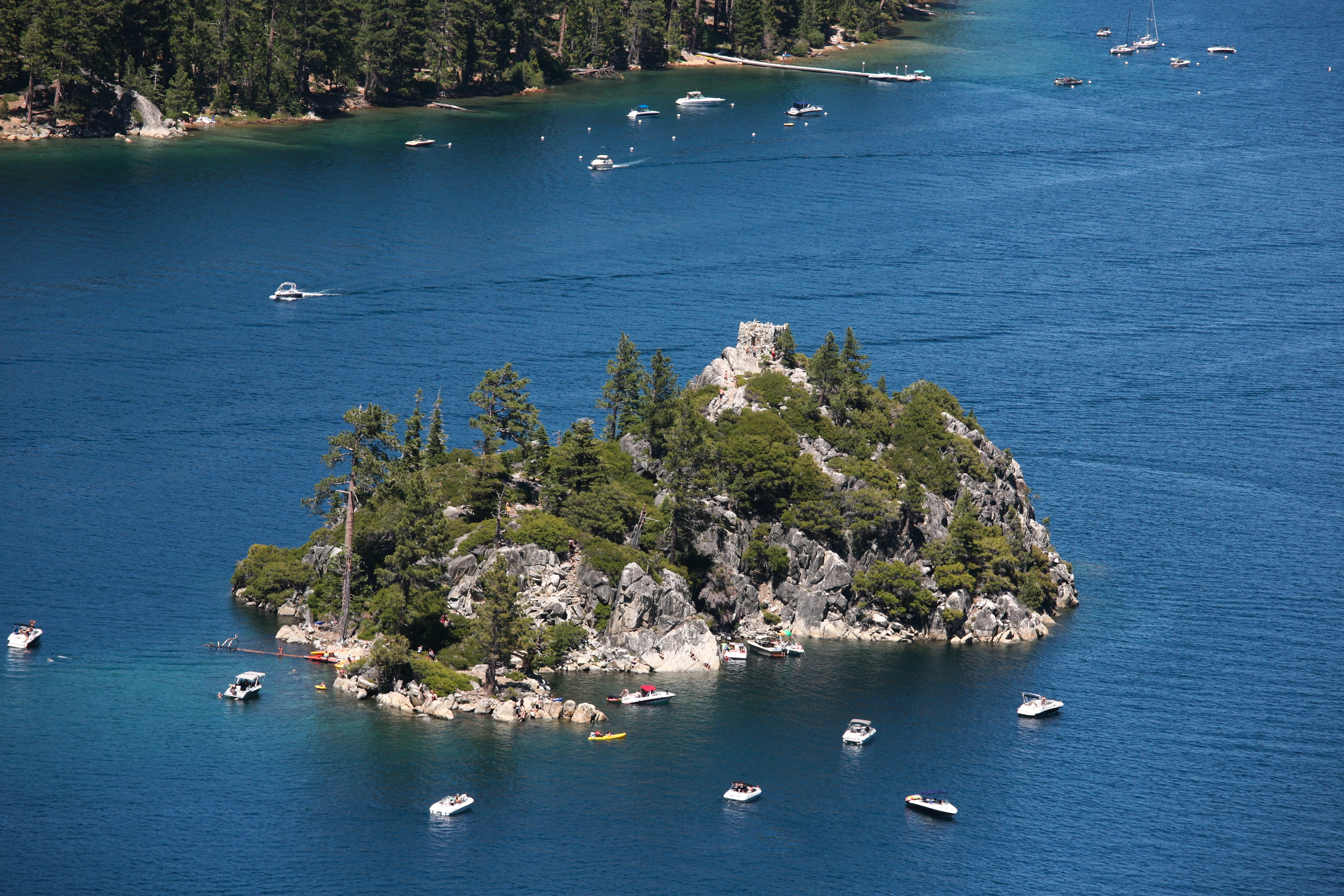
Fannett Island

## Cinéma
De nombreux films ont choisi Emerald Bay pour décor, notamment Bodyguard ou encore Le Parrain 2, et La Cité des anges.